# Grèce au Concours Eurovision de la chanson 2009
La Grèce a participé au Concours Eurovision de la chanson 2009.
C'est le chanteur Sakis Rouvas qui a représenté la Grèce à Moscou avec la chanson "This Is Our Night". Il fut sélectionné par la chaine diffusant le programme ERT et annoncé le 15 juillet 2008. Faisant de lui le premier compétiteur annoncé de la saison 2009.
L'édition 2009 fut pour Sakis Rouvas sa troisième participation au concours puisqu'il avait déjà concouru en 2004 et 2006.